# إيغور فوزنيسينسكي
إيغور فوزنيسينسكي (بالروسية: Вознесенский, Игорь Юрьевич)‏ هو لاعب كرة قدم روسي في مركز الوسط، ولد في 28 مايو 1985 في أوريول في روسيا. لعب مع أفانجارد كورسك ودينامو بريانسك وشينيك ياروسلافل ولوكوموتيف موسكو ونادي خيمكي.

## وصلات خارجية
- إيغور فوزنيسينسكي على موقع قاعدة بيانات كرة القدم.إي يو (الإنجليزية)
- إيغور فوزنيسينسكي على موقع Soccerway.com (الإنجليزية)